# 二十世紀古典音樂
二十世紀古典音乐，是指自1900年至2000年，繼承歐洲古典音樂而來的一個音樂紀元，這個世紀沒有一種統治性的風格，作曲家創造出各種各樣的音樂。現代主義、印象主義和後浪漫主義等音樂都可以追溯到世紀之交之前的幾十年，但它們之所以能被包括在內，是因為它們跨越了19世紀、比共曉時期風格的音樂更進一步。新古典主義和表現主義音樂大約出現在1900年之後。簡約音樂開始於本世紀較晚時候，可以看作是從現代到後現代時代的轉變，儘管有一些說法認為後現代主義早在大約1930年已經興起。無調性、序列主義、具體音樂和電子音樂都是在本世紀發展起來的。爵士樂和民間音樂對當時的許多作曲家都有重要影響。

## 介紹
在此之前，古典音樂有兩大流派：古斯塔夫·馬勒與理察·施特勞斯的後浪漫樂派、和德布西的印象樂派。其分派下音樂種類更是繁多。
到了1960年代至1970年代，更出現了當代音樂包括了如布列茲的序列音樂、極簡音樂，斯蒂夫·莱奇和菲利普·格拉斯使用簡單三音和弦，皮埃爾·謝弗的具體音樂，哈里·帕奇、阿洛伊斯·哈巴和其他人的微分音音乐，還有約翰·凱吉的机遇音樂。
在現代音樂之前，作為前繼者的歐洲古典音樂家有巴托克·贝拉、馬勒、理察·史特勞斯、普契尼、德布西、艾伍士、艾爾加、荀白克、拉赫玛尼诺夫、普羅高菲夫、史特拉汶斯基、肖斯塔科维奇、布瑞頓、柯普蘭、卡尔·尼爾森等人。當時古典音樂也和爵士樂相互影響，同時在兩個領域作曲的音樂家有蓋希文及伯恩斯坦。
現代音樂一個極重要的特點是開始有所謂傳統及前衛之分別，它們的音樂原則在一方佔極其重要性者，在另一方往往不是那麼重要或不被接受。例如魏本、卡特、瓦雷兹、米爾頓·巴比特等人對前衛領域有重要貢獻，但是，在此領域外就常常被攻擊。隨著時間，前衛的概念已經逐漸的被接受，兩個領域彼此之間的分野不再那麼壁壘分明，並且出人意表的，這些開拓性的技巧常常被流行音樂所引用：披頭四、平克·佛洛伊德、麥克·歐菲爾德、超脫樂團、電台司令等等耳熟能詳的歌星，還有許多電影使用的配樂。
必須注意的是，這篇文章僅僅提領出二十世紀音樂的大綱，所提到的音樂家在一個方面做出貢獻，並不代表他只在該領域發揮。例如史特拉汶斯基在他作曲家生涯的不同時期，他同時被認為是浪漫樂派、新古典主义、以及序列音樂的成員。
20世紀的經濟和社會型態對音樂也有重大的影響力，世界在工業化時代有了逐漸進步的錄音和回放設備，從錄音帶到CD到DVD，有了廣播和電視，以及整個資本主義脈絡的內嵌。相反在19世紀，人們大多自己創作音樂，或者在音樂會上聽到音樂。

## 現代性的
許多種音樂都被賦予所謂現代性的名詞，但即使如此它們之間常有非常大的差異。會如此的原因，在於認為二十世紀這一段時間，世界上有極大的改變，有著全新的社會和活動的意義。而所謂藝術也應該接受這樣全新的基礎，也就是一種新的美學。現代性擷取十九世紀的進取精神、對於嚴謹態度和技巧進步的慎重，然而把藝術從十九世紀的規則和形式釋放出來。取一個例子來說，建築師法蘭克·勞埃德·萊特以工具來製圖，並非他無法使用徒手製圖，而是他認為「機器是未來，所以我想用機器造美」。在二十世紀流行的各式音樂運動，包括新古典主義、序列主義、實驗主義、概念主義都可以追溯至此概念。

### 第二維也納樂派：無調性音樂和序列音樂
荀白克是二十世紀一個重要的人物。他的早期作品屬於後浪漫風格，被瓦格納和馬勒所影響，但稍後他放棄了這一整個路徑，改而寫作無調性的音樂——這種作曲法被認為他的首創。他發明了十二音列作曲法，企圖取代傳統的調性系統。他的學生，魏本和貝爾格更進一步擴展了這一理論，並且在應用上也有所成就。因而他們三位被稱為勋伯格三人組，或第二維也納樂派。如同名字暗示的，這種新音樂意欲達致如同古典的維也納樂派的影響力，如同海頓、莫札特和貝多芬一樣。
勋伯格的音樂和他的追隨者在當時遭受極大的質疑，到現今也仍是如此。聽眾們發現他的音樂難以捉摸，並且毫無旋律感。儘管如此，像月下小丑（或月宮小丑）此般的樂曲仍然持續的被演奏和研究，與其相襯，許多當代的接受度較高的樂曲反而被人們遺忘。造成此一結果的原因是，這一由他領進的理論影響力之巨大，即使創作調性音樂的作曲家們也莫不被影響。許多作曲家在此之後就不再依靠傳統調性系統來寫作音樂。
十二音列的技巧也被其他的作曲家所改變，為了控制音樂的其他層面，而非原本意圖的控制音高，例如音符的強弱或是起奏的方法，藉以創造完全序列化的音樂。米爾頓·巴比特便據此創造了自己的時序系統，使得每個音符的起奏點之間的時間距離也呈現序列的關係。魏本的「點描派」風格使樂曲中的每個個別的聲音都具備結構的重要性，這個風格影響了二戰後的作曲家如布列茲和史托克豪森。諷刺的是，在多年無人問津之後，十二音列作曲法一度在50-60年代的歐洲被奉為圭臬，然後之後又回到了低潮。不論新舊作曲家們又使用了調性系統，這一方面的音樂家們形成了後來的新古典主義、浪漫音樂、或簡約音樂潮流。斯特拉文斯基在年輕時曾在林姆斯基-高沙可夫門下學習，後來變成現代樂派、然後是新古典主義派、在最後勋伯格死後成為序列主義派。

### 不和諧音和實驗主義
在二十世紀早期的現代作曲家如乔治·安太尔和其他人作出了驚駭眾人的作品，因為他們的作品都展現了對音樂傳統的漠不重視或者諷刺性的浮誇態度。艾伍士就曾引用流行音樂，經常使用多重調性的音樂，而其結果是極端的不協調，並且旋律看起來有著幾乎不可能被演奏的複雜性。亨利·考埃尔在演出自己的鋼琴獨奏樂曲時，是同時在鋼琴內部彈撥琴弦，並且同時敲擊琴鍵，或者使用他的手臂或樂譜來演奏tone cluster。瓦雷茲也寫作高度不協調的樂曲，使用不尋常的和音（sonority）和未來主義式的名稱；他同時夢想著能夠使用電子器材創作音樂。查爾斯·西格清楚的闡述不和諧對位法的概念，這個技巧後來被卡爾·拉格爾斯、露絲·克勞佛-西格和其他等人使用。史特拉汶斯基和謝爾蓋·達基列夫因為他們的作品「春之祭」加以尼金斯基的舞蹈，引致了一場暴動而逃離。大流士·米堯和保羅·欣德米特探索了多調性音樂的領域。阿馬德奧·羅爾丹特地設計了敲擊音樂的合奏嵌入於傳統的作曲技巧中，這個想法立刻被瓦雷茲和其他人所仿效。魏尔基礎於德國歌舞廳音樂的特質寫作了膾炙人口的「三便士歌劇」。
在前衛領域的現代作曲家，他們經常寫作無調性音樂、有時探索十二音列作曲法、使用大量的不和諧和聲、引用或模仿流行音樂、或者甚至由觀眾來激發他們作曲的靈感。

### 新古典主義
新古典主義在音樂史上指的是20世紀，一個回歸「普工實用」和聲技巧的音樂運動，它混和了許多不協和以及新式節奏的概念，作為和古典主義的區分。史特拉汶斯基、亨德密特、普羅高菲夫等等一些人經常被當作這個潮流中重要的成員，另外，尚有多產作曲家米堯和同時期的浦朗克。
新古典主義與藝術上回歸理性模型的潮流是同時發生的，可以視為對於一次大戰的回應。這樣一種較為小型、簡化而有秩序的取向，被認為是對於過度激動而疲乏的感性主義的回應。而當時的經濟狀況也驅使作曲家們走向小型合奏的規模，因而這種「do more with less」的尋求得到了具體的實踐。史特拉汶斯基的《士兵的故事》、頓巴敦橡園協奏曲、管樂交響曲、C大調交響曲都是例子。他的新古典主義音樂在《浪子的歷程》一部歌劇中達到頂點，該劇劇本由現代主義詩人威斯坦·休·奧登所寫。
史特拉汶斯基在這一領域中的競爭者是德國作曲家保羅·欣德米特。他混和了尖銳了不協和音、複調性和free ranging chromaticism into a style which was "useful"。他用這種方法同時寫作室內樂和管弦樂，最有名的例子大概是畫家馬蒂斯交響曲（Mathis der Maler），而室內作品如法國號奏鳴曲。
新古典主義在美國受到歡迎，娜迪亚·布朗热一派的音樂家基於他們對史特拉汶斯基的理解，散佈了各式各樣的概念。他們的學生，艾略特·卡特、柯普蘭、羅伊·哈里斯、米堯、皮亞佐拉和维吉尔·汤姆森，都曾一度是新古典主義的作曲者。
新古典主義最易辨別的特徵是使用三全音作為穩定音程的旋律，色彩性的在固定音型中加上不協和音和塊狀和聲，以及自由混合的多重節奏（polyrhythm）。新古典主義迅速的贏得了許多聽眾，那些反對無調性音樂作為「真正」現代音樂的人，更加支持這個潮流。

### 新國民樂派
某些現代派作曲家使用了一些民族音樂來增加音樂中的節奏性以及和聲變異性。例如:
在歐陸，匈牙利音樂家巴托克·贝拉和高大宜，和鄰國捷克音樂家楊納傑克，都研究了他們國家中的民歌音樂，然後使用之於他們自己的作品之中。
在美洲，巴西的海托爾·維拉-羅伯斯和美國的查理斯·艾伍士，則發揮了源於匈牙利的李斯特的複調性音樂。他們和而鄰近墨西哥的夏威士都在創新音樂風格的同時，仍有使用部分美洲原住民的民族音樂和歐裔或非裔國民的傳統音樂片段。
英國的佛漢-威廉斯雖然常被歸為印象樂派作曲家，但公眾對其認識卻多來自其英國民間音樂改編的古典樂作品，如《綠袖子幻想曲》和《英國民歌組曲》。澳洲的葛人傑也同樣把很多英語世界的民謠收集和改編成古典音樂。

### 各樂派代表性作曲家

#### 印象主義
- 德布西
- 拉威爾
- 雷史畢基
- 佛汉·威廉斯
- 戴流士

#### 原始主義[1]
- 史特拉汶斯基（前期）
- 巴爾托克

#### 表現主義
- 荀貝格
- 貝爾格
- 魏本

#### 新古典主義
- 史特拉汶斯基（中期）
- 亨德密特
- 浦朗克
- 米堯
- 馬爾蒂努

#### 社會主義現實主義
- 格里埃尔[2]
- 普羅高菲夫[3]
- 哈察度量[4]
- 蕭士塔高維契[5]
- 阿鲁秋年[6]

## 後現代音樂

### 誕生
後現代主義可以說成是對現代主義的一種回應。後者斷言人類活動的產物（特別是透過機巧來製造或創造的）是技藝本身的中心主題。而藝術的作用乃是在於引起人們對於物體的沉思，一位作曲評論家Steve Hicken如是說。這個現代主義原則看起來可回溯至杜象的達達主義、具象音樂樂派、以及由埃德加·瓦雷兹和其他人發起的實驗電子音樂。然而，後現代主義的觀點是，人存在的主要形式是，個體涵蓋在所有人的產物之中。
約翰·凱吉是二十世紀音樂一個卓越的指標，他的影響力隨著年歲穩定的成長，並且被許多人認為是後現代音樂的創辦者之一。凱吉在他的樂曲之中表現質疑音樂的根本定義，強調所有「聲音」都必然會是音樂的觀點。在《4分33秒》中，凱吉展示了他的概念，即非意圖的聲音和樂器的聲音同樣，符合音樂的合法性。他亦引目地使用了即興音樂與「製造的聲音」，為了鎔鑄一種新的有趣而不同的音樂類型。他的音樂無疑反映了他的想法：沒有「音樂」或是「噪音」，只有「聲音」，聲音的組合即可成為音樂性的事件。而非強調任何關於思想注意力或者限制音樂成為必然藝術的思想。
然而凱吉由於方法上的差異，被一些人認為是前衛的。由於這個理由，許多人認為他的音樂不具吸引力。有趣的是，似是與凱吉的「非決定論」對立的「過度決定論」序列音樂家，也同樣生產音效上差不多效果的音樂，許多序列音樂家如布列茲和史托克豪森也同樣使用即興的程序。麥可·尼曼主張，在實驗主義的音樂這一體系中，簡約主義即同時是序列主義和非決定論兩者的反動，而兩者也是簡約主義的資助者，而成為一種辯證關係。
後現代主義的思想在音樂和繪畫上的發生具有相似的情境。一方面，對於機械論式的詮釋喜好逐漸降低，現代主義的手段被棄置；取而代之的是個人主義化的風格和實驗主義。但是，後現代主義拒絕了解釋性的立場：the need to be "in" on the joke as it were。相反地，他們採取大眾的眼光，成為他們的美學指導。在此運動中首先與現代主義明顯切斷，採取凱吉給予的靈感並且強調聲音層次的樂派是簡約音樂。

### 極簡主義
二十世紀後期，許多作曲家開始探索現在稱作「極簡音樂」的領域。這個類型最精確的定義，常常是針對於音樂行進方面的指涉：許多樂段經常重複並且層次有序的排列起來，藉此技巧製造整體性的音效。早期的例子包括特里·賴利的《C音》和斯蒂夫·莱奇的「Drumming」。賴利經常因為的《C音》這部作品被視為「極簡音樂之父」，這部作品是由許多旋律的小節組成，並且由演奏者依照自己喜好的速度來演奏。這群先鋒音樂家——精確地說包括特里·賴利、菲利普·格拉斯、斯蒂夫·莱奇和La Monte Young等人——他們的目的是讓音樂成為適合所有人的藝術，並且表達他們對於古典作曲技巧的質疑，他們並非潛伏地在樂曲中寫入這種意念，而是相當明白的表達出來。極簡音樂一個與以前的音樂最不同而重要的差異，在於使用一種稱作「out of phase」的技巧，這個技巧使用了不齊拍的旋律，使兩個以上的旋律主線既分開又結合。它讓演奏者自行決定樂曲的細節，一個明顯的對比是理查·華格納的《萊茵的黃金》，它雖然用了不同的樂段來層疊，符合一個特徵，但是它所有的旋律都由一個節拍控制，是古典的合拍音樂。
極簡音樂家和傳統聆聽者之間常有爭議，批評者認為這種音樂過度重複以及情感上空洞，而支持者則認為這種靜態的元素在理解樂曲轉進的微小變化相當有優勢。即使如此，極簡音樂已經造成非常廣泛的影響，例如並非屬於經典極簡主義的卡爾海因茲·史托克豪森和利盖蒂。而另外如阿沃·帕特、约翰·塔文纳、戈雷斯基等音樂家則開創了所謂精神性的「Holy Minimalism」的領域，尤其是戈雷斯基所寫的三號交響曲是90年代最暢銷的古典音樂專輯。
而從第二波的極簡音樂繼承者開始，這些人又被認為具有一些非極簡音樂的特徵。這些人包括约翰·亚当斯和他的學生Aaron Jay Kernis寫作歌劇音樂。極簡音樂此一發展大大擴張了所謂音樂，以及作曲家和樂曲的領域。

## 電子音樂
二十世紀的科技進步使得以電子途徑製作聲音成為可能，而這有許多方法，有些音樂家使用插電的樂器來演奏古典樂曲，例如梅桑在許多樂曲中使用馬特諾電子琴；有些70至80年代的音樂家使用合成器、有些電腦時代的音樂家則使用電腦。
還有作曲家放棄樂器而使用錄音帶來創作音樂，錄製音效後，有計劃地將它們放置於音樂之中。皮埃尔·谢弗就是這種作法的先驅者，稱作具體或具象音樂。而如卡爾海因茲·史托克豪森則採用純電子途徑來創作音樂。在美國，米尔顿·巴比特使用RCA Mark II合成器來創作。有時候此種電子音樂又會混合傳統樂器，卡爾海因茲·史托克豪森的「Hymnen」、埃德加·瓦雷茲的「Déserts」、馬里奧·大衛朵夫斯基的「Synchronisms」是幾個顯著的例子。（不過今日演奏「Déserts」一曲時，有時會省略錄音帶的部份）
在電影音樂方面，奥斯卡·萨拉利用特勞烏特琴替亞佛烈德·希區考克的《鳥》一片創作了背景音效；莫顿·苏博尼克也替《2001太空漫遊》一片編寫了電子配樂。
幾個著名以電子樂器，演奏古典音樂傳統風格的作品包括：
- Vladimir Ussachevsky的「Film Music」
- 特里·賴利的「A Rainbow in Curved Air」、「Shri Camel」
- Morton Subotnick的「Silver Apples」、「The Wild Bull」、「Return」
- 溫蒂·卡洛斯的「Sonic Seasonings」、「Switched-On Bach」
- 約翰·庫利奇·亞當斯的「Light Over Water」
- Edgar Froese的「Aqua」
- 埃德加·瓦雷茲的「Poème électronique」

伊阿尼斯·澤納基斯是另一個使用電腦和電子樂器的現代作曲家，他也自己發明了一種電子樂器。
Alvin Lucier、Gordon Mumma和David Tudor等人創造了現場演奏電子音樂的形式。
有幾個專攻電子音樂的機構在二十世紀之中崛起，巴黎的IRCAM大概是他們之中最著名的一所研究中心。
簡約音樂家諸如斯蒂夫·萊奇的影響力（特別是「Drumming」一作）明顯影響了後來的人如DJ Spooky他們的作品。這是二十世紀音樂和電子音樂（如trip-hop、trance、drum'n'bass）交互影響的極佳範例。

## 與爵士樂合流的作品
許多作曲家將爵士樂風格融入了古典作品中，數個著名的例子包括：
- 蓋希文，Rhapsody in Blue
- 德布西，Golliwog's Cakewalk (from Children's Corner，1908)
- 史特拉汶斯基，Ragtime for 11 instruments (1918)
- 保羅·興德米特，1922 Suite für Klavier
- 魏尔，Threepenny Opera (1928)
- 克热内克，Jonny spielt auf (1926)
- Bruce Arnold（英语：Bruce Arnold (jazz)），A Few Dozen (1955)
- Elie Siegmeister，Clarinet Concerto (1956)

## 其他潮流
「New Complexity」是當代歐洲的前衛音樂潮流，他們的音樂家有布萊恩·芬尼豪赫、詹姆斯·狄龙、迈克尔·芬尼西等人。另一個方向朝著器樂技巧和音色的擴張，例如赫尔穆特·拉亨曼、萨尔瓦托雷·夏里诺等人的作品。還有令一個值得注意的潮流乃是「頻譜音樂」，著名的音樂家包括特里斯坦·米拉伊、热拉尔·格里塞，還有「後頻譜音樂」的凯娅·萨里阿霍 、芒努斯·林德貝里等人。

## 與現代音樂相關的音樂分類
1. 第二次世界大战前
  1. 印象主义
  2. 路易吉·鲁索洛
  3. 表现主义
  4. 新古典主义
  5. 新國民樂派
2. 第二次世界大战后至1960年代前
  1. 序列音乐、整体序列音乐（Total serialism）
  2. 偶然音乐（Aleatory music）、随机音乐（Stochastic music）、不确定性音乐（Indeterminacy music）、无声音乐（Silence piece）、先锋派、实验派（Experimental）
  3. 微分音音樂
  4. 电子音乐、录音带音乐（Tape music）、合成器音乐（Synthesizer music）、计算机音乐（Computer music）、噪音音乐（Noise music）、具体音乐
3. 1960年代以后
  1. 第三潮流（Third stream music）
  2. 極簡主義
  3. 新浪漫主义音乐（New romanticism）
  4. 實驗音樂
4. 世纪末之前
  1. 微分音音樂
  2. 镶嵌音乐（Collage music）
  3. 新音色（New color）
5. 流行音乐
  1. 爵士乐
  2. 乡村音乐
  3. 摇滚乐

## 相关艺术作品
- 听觉艺术

## 外部連結
- Ircam ParisArchive.today的存檔，存档日期2012-08-02
- MICROCOSMS: A Simplified Approach to Musical Styles of the Twentieth Century by Phillip Magnuson
- Dolmetsch.com: music history online: music of the 20th century by Dr. Brian Blood（页面存档备份，存于）
- Art of the States

### 出版品
- BabelScores 推廣和傳播新的音樂（页面存档备份，存于）
- 博浩官方網站（页面存档备份，存于）
- 碩特音樂（页面存档备份，存于）
- 4´33" Vierdreiunddreißig München Musikverlag（页面存档备份，存于）